# Козма Твердиславич
Козма Твердиславич — новгородский боярин (по «Никоновой летописи» — посадник).
В 1331 году, вместе с другими новгородскими боярами провожал чернеца Василия (в миру — священник Григорий Калека) во Владимир Волынский к митрополиту Феогносту для посвящения в новгородские архиепископы. Гедимин схватил их и вынудил передать некоторые новгородские пригороды своему сыну Наримунту.
В 1338 году вместе с боярином Александром Борисовичем ездил в Швецию для заключения нового договора взамен нарушенного шведами ореховского.
В 1341 году ездил к великому князю с жалобой на чинимые его боярами в Торжке насилия. В 1348 году, с другими новгородскими боярами, ездил к шведскому королю Магнусу, прибывшему в Новгородскую землю с требованием принятия католицизма. После неудачных переговоров, уже во время военных действий, Козма Твердиславич был взят в плен в Орешке и получил свободу только в 1350 году, при размене пленными, происходившем в Юрьеве.